# Samárskoye (Rostov)
Samárskoye (del ruso: Сама́рское) es un seló del raión de Azov del óblast de Rostov del suroeste de Rusia. Se halla en la orilla derecha del río Kagalnik, que desemboca en el mar de Azov. La desembocadura en él del río Elbuzd se halla al sureste de Samárskoye. Su población en 2010 era de 13.391 habitantes.
Es cabeza del municipio Samárskoye, al que pertenecen Kochevanchik, Novonikoláyevka, Oporni y Sujodolsk.

## Historia
La localidad fue fundada en 1770. El nombre de la localidad deriva del primer colono, Samarchenko. Entre 1915 y 1924 fue centro de un vólost y entre 1935 y 1963 fue centro del raión de Samárskoye.

## Demografía
| 1863  | 1897  | 1915  | 1959  | 1979   | 2002   | 2010   |
| ----- | ----- | ----- | ----- | ------ | ------ | ------ |
| 3.516 | 3.828 | 6.018 | 8.651 | 10.714 | 10.654 | 13.391 |

## Economía

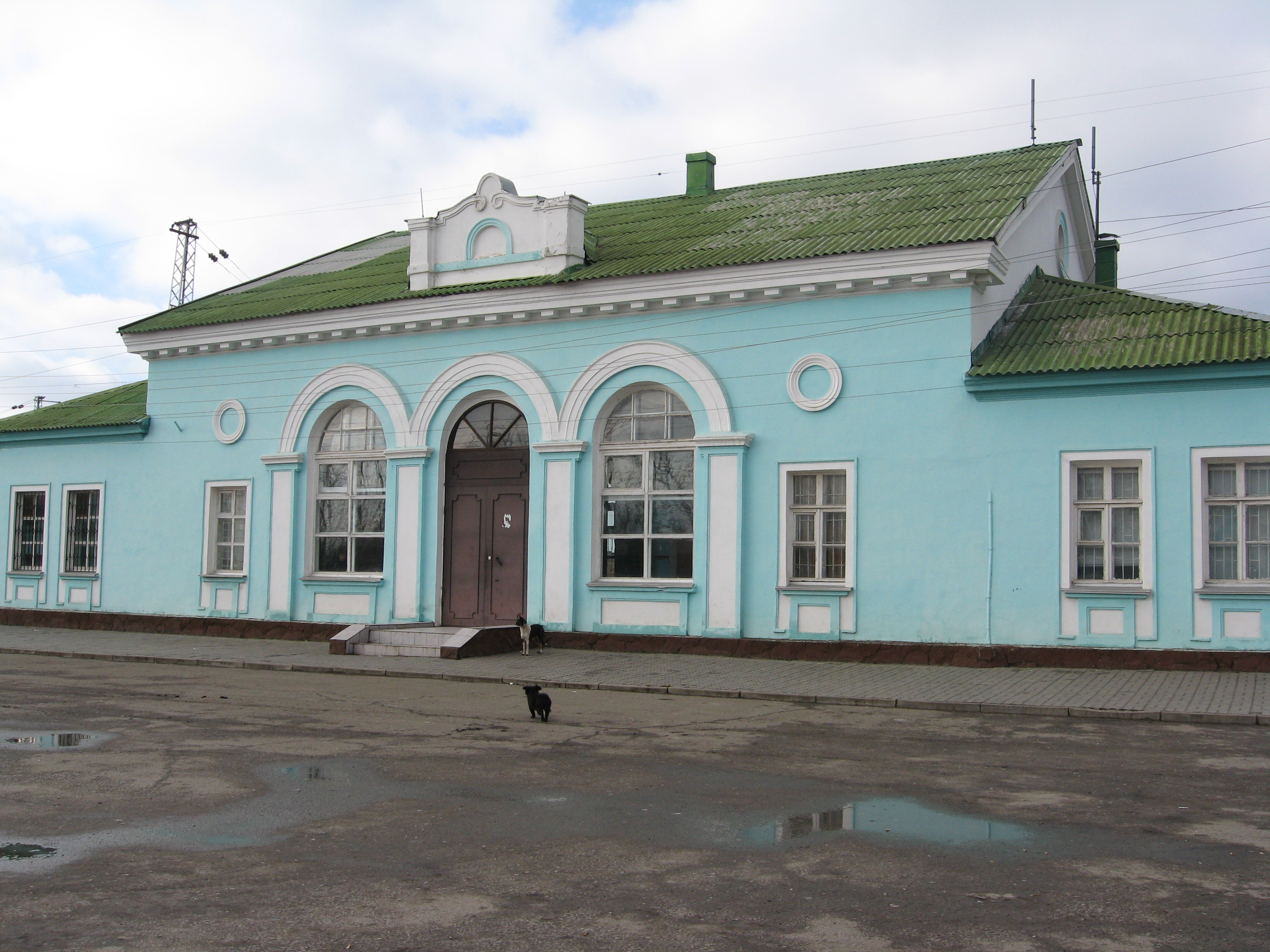
Estación de ferrocarril Kayala en Samárskoye.

Las principales industrias de la ciudad son: la filial de Samárskoye de la OAO Fábrica Óptico-mecánica de Azov, que entre 1976 y 2006 (cerró en 2007) produjo equipos radioeléctricos para el análisis del espectro de diversas sustancias y materiales en laboratorios de todo tipo. Todos sus productos llevaban la Marca de Calidad Estatal de la Unión Soviética, y eran empleados en los laboratorios de química de la Universidad Estatal de Moscú Lomonósov. La empresa OOO Samara se dedica al comercio al por menor de productos alimenticios, tabaco y bebidas, así como combustible. La OOO Samaravtotrans se dedica al tránsito de pasajeros, mediante marshrutkas a Azov y Rostov del Don. OOO Samarochka es una panificadora y pastelería. La OOO Samarski 3SM se dedica a la elaboración de materiales de construcción de arcilla cocida, como ladrillos y tejas. La localidad cuenta con un mercado y dos bancos (Sberbank y Mosoblbank).

## Transporte
La localidad se halla en la línea de ferrocarril de Rostov del Don a Kushchóvskaya, en la que tiene una estación, Kayala. La autopista M4 Don Moscú-Novorosíisk bordea el este de la localidad.

## Servicios

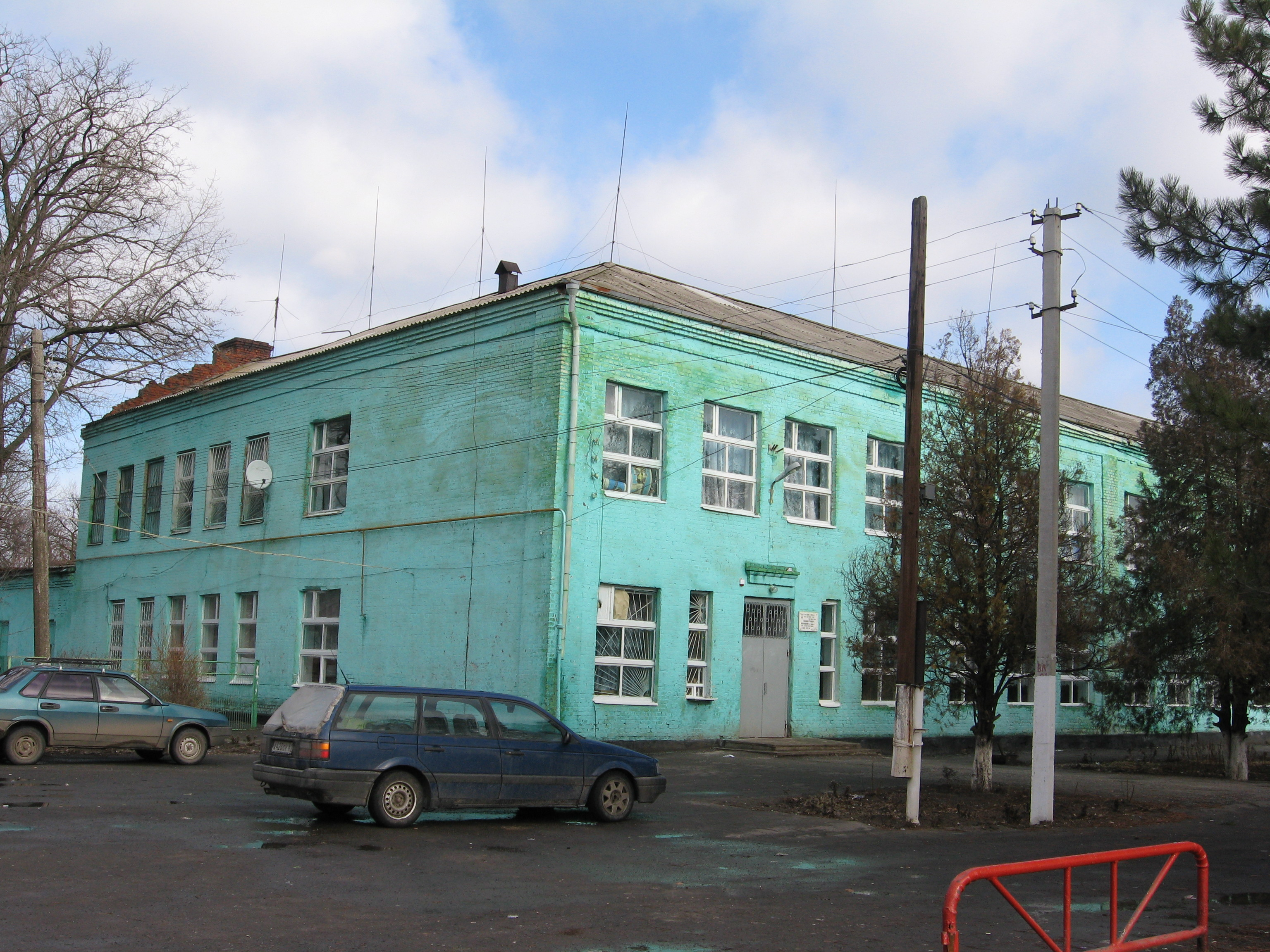
Escuela n.º 1 de Samárskoye.

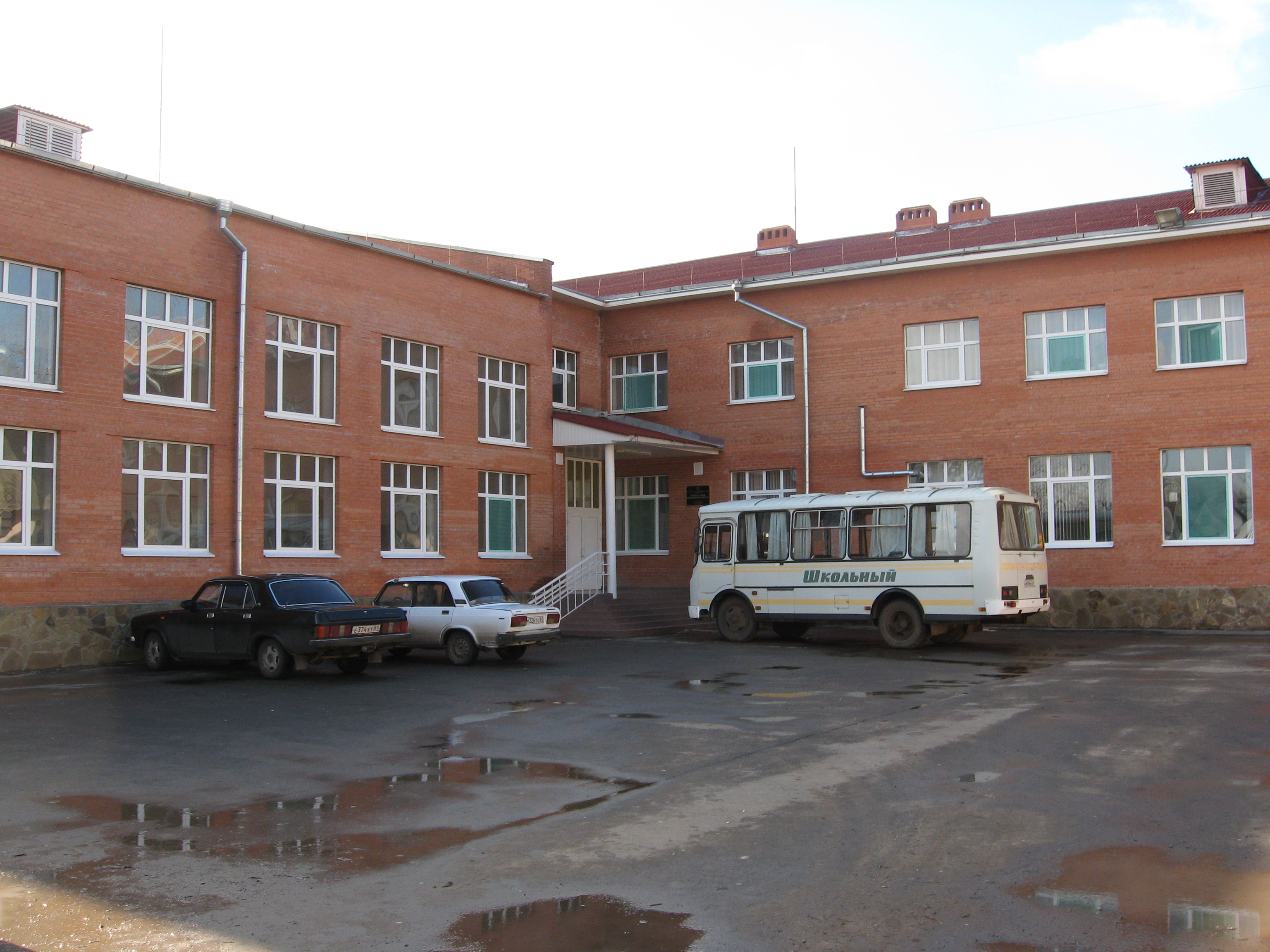
Escuela n.º 4 y autobús escolar.

La administración del municipio se halla en la calle Karl Marx, 38, y cerca de ella se halla la comisaría de policía. En la localidad se hallan cuatro escuelas, una escuela de arte, un centro recreativo, el cine Sokol, una biblioteca infantil y para adultos, un centro de creatividad infantil y tres guarderías, un estadio de fútbol y un centro para discapacitados con capacidad para 25 personas. En Samárskoye hay una oficina del Servicio de Correos de Rusia. En cuanto a Sanidad, hay una policlínica regional y un hospital. El edificio del juzgado fue reformado en 2006. En la calle Lenin se halla el puesto de bomberos y una sede del Ministerio de Situaciones de Emergencia de Rusia, que tiene a su cargo las localidades cercanas y una sección de la autopista M4 Don.

## Lugares de interés
De los años de la Gran Guerra Patria, quedan como vestigio un memorial sobre una fosa común en el centro del pueblo y un Cañón autopropulsado SU-100, cerca de la Escuela n.º 1, en memoria de Polikarp Polovinko. 
La iglesia de Trinidad fue construida en 1853 y destruida a principios de la década de 1960. La iglesia se halla en reconstrucción, realizada en ladrillo, en el cruce entre las calles Pervomaiskaya y Karl Marx.

## Nacidos en la localidad
- Polikarp Polovinko (1915-1945), Héroe de la Unión Soviética
- Piotr Tarántsev (1923-1987), Héroe de la Unión Soviética